# Hymie Weiss
Henry Earl J. Wojciechowski, beter bekend onder het pseudoniem Hymie Weiss (Chicago, 25 januari 1898 - aldaar, 11 oktober 1926) was een Pools-Amerikaanse gangster. Tijdens de drooglegging was hij de leider van de North Side Gang.